# Autriche au Concours Eurovision de la chanson 2023
L'Autriche est l'un des trente-sept pays participant au Concours Eurovision de la chanson 2023, qui se tient du 9 au 13 mai 2023 à Liverpool au Royaume-Uni. Le pays est représenté par le duo Teya et Salena, composé de Teya et Salena, avec leur chanson Who the Hell is Edgar?. Le pays se classe 15e avec 120 points lors de la finale.

## Sélection
L'Autriche confirme sa participation au Concours le 9 juin 2022. Le 31 janvier 2023, il est révélé que Teya et Salena ont été sélectionnées en interne pour représenter le pays,
La chanson, intitulée Who the Hell is Edgar? (Mais qui donc est Edgar?), sort le 8 mars même, et est présenté sur la station de radio Hitradio Ö3.

## À l'Eurovision
L'Autriche participe à la seconde moitié de la seconde demi-finale du jeudi 11 mai. Elle s'y classe 2e avec 137 points, se qualifiant donc pour la finale. Lors de celle-ci, elle termine à la 15e place avec 120 points.